# فحل كسبة
فحَل كْسِبَّة هو أحد أنواع التمور التونسية، ويختلف عن تمر الكسبّة من حيث حجمه، إذ يتميز فحل كسبة بحجمه الكبير. وهو من التمور التي كان يتاجر بها. وينضج مثل الكسبة في سبتمبر.